# Gloria Suzanne Koenigsberger Horowitz
 (novembre 2024).
Gloria Suzanne Koenigsberger Horowitz est une astrophysicienne mexicaine et professeure à l'université nationale autonome du Mexique (UNAM). Ses domaines d'expertise sont la spectroscopie stellaire, les étoiles massives et les effets d'interaction binaire. Elle a été directrice de l'Instituto de Astronomía de l'UNAM (de 1990 à 1998) et l'un des principaux membres de l'équipe qui a réussi à établir la première connexion à Internet au Mexique (en) en 1989,.

## Carrière académique
Gloria Koenigsberger est née à Mexico. Elle a obtenu une licence en physique à l'École des sciences de l'UNAM (en), diplômée en 1978, et un doctorat en astronomie à l'université d'État de Pennsylvanie en 1983, sous la direction de Lawrence H. Auer. Elle a été directrice de l'Instituto de Astronomía de l'UNAM du 4 décembre 1990 jusqu'au début de décembre 1998, période pendant laquelle l'Institut a lancé des programmes de collaboration avec plusieurs observatoires américains visant à améliorer l'infrastructure de l'Observatoire national de San Pedro Mártir (SPM) et à promouvoir la construction d'un grand télescope de nouvelle technologie optimisé pour l'infrarouge sur ce site. Dans le cadre de ces initiatives, l'UNAM est devenue le deuxième membre international de l'Association of Universities for Research in Astronomy (AURA), a collaboré avec l'université du Texas à la construction de composants optiques pour le télescope Hobby-Eberly et a promu des études pour la construction d'un clone du télescope Magellan à l'observatoire SPM. Elle a également promu la croissance de la branche de recherche de l'Institut située à Ensenada, en Basse-Californie, et la création d'une nouvelle branche située dans la ville de Morelia, au Michoacán, qui est devenue plus tard l'Instituto de Radioastronomía y Astrofísica de l'UNAM.
Koenigsberger occupe un poste permanent de professeur et de chercheur scientifique à l'Instituto de Ciencias Físicas de l'UNAM basé à Cuernavaca (dans le Morelos), est membre du Sistema Nacional de Investigadores (en) (SNI) au niveau III et membre de l'Union astronomique internationale (UAI). Elle a siégé au conseil d'administration de l'Association des universités de recherche en astronomie (AURA) (durant 1997 à 1999 ainsi de 2001 à 2007) et a été membre de son comité d'audit de 2007 à 2016.
Ses recherches portent sur l’étude de la structure et des processus évolutifs des étoiles massives, en particulier les effets causés par les interactions dans les systèmes binaires.

## Reconnaissance
Koenigsberger est membre de l'Académie mexicaine des sciences (en).

## Publications sélectionnées
Koenigsberger a publié plus de 120 articles de recherche, notamment :
- (en) Pablo Benítez-Llambay, Frédéric Masset, Gloria Koenigsberger et Judit Szulágyi, « Planet heating prevents inward migration of planetary cores », Nature, vol. 520, no 7545,‎ 2015, p. 63–65 (PMID 25832403, DOI 10.1038/nature14277, Bibcode 2015Natur.520...63B, arXiv 1510.01778, S2CID 4466971)
- (en) Gloria Koenigsberger, Nidia Morrell, D. John Hillier, Roberto Gamen, Fabian R. N. Schneider, Nicolás González-Jiménez, Norbert Langer et Rodolfo Barbá, « The Hd 5980 Multiple System: Masses and Evolutionary Status », The Astronomical Journal, vol. 148, no 4,‎ 2014, p. 62 (DOI 10.1088/0004-6256/148/4/62, Bibcode 2014AJ....148...62K, arXiv 1408.0556, S2CID 118348677)
- (en) M. Palate, G. Koenigsberger, G. Rauw, D. Harrington et E. Moreno, « Spectral modelling of theαVirginis (Spica) binary system », Astronomy & Astrophysics, vol. 556,‎ 2013, article no A49 (DOI 10.1051/0004-6361/201321909, Bibcode 2013A&A...556A..49P, arXiv 1307.1970, S2CID 53519054)
- (en) G. Koenigsberger, E. Moreno, Gloria Koenigsberger et Judit Szulágyi, « Tidal Flows in asynchronous binaries: The β-factor », EAS Publications Series, vol. 64,‎ 2013, p. 339–342 (DOI 10.1051/eas/1364047, Bibcode 2013EAS....64..339K, arXiv 1312.1372, S2CID 118387538)
- (en) A. Flores, G. Koenigsberger, O. Cardona et L. de la Cruz, « Wind Structure of the Wolf-Rayet Star EZ CMa = HD 50896 », Revista Mexicana de Astronomía y Astrofísica, vol. 47, no 2,‎ octobre 2011, p. 261 (ISSN 0185-1101, Bibcode 2011RMxAA..47..261F)
- (en) E. Moreno, G. Koenigsberger, D. M. Harrington et Judit Szulágyi, « Eccentric binaries », Astronomy & Astrophysics, vol. 528,‎ 2011, article no A48 (DOI 10.1051/0004-6361/201015874, arXiv 1102.4301, S2CID 59045830)
- (en) Karel A. Van Der Hucht, Gloria Koenigsberger et Philippe R. J. Eenens, « Wolf-Rayet Phenomena in Massive Stars and Starburst Galaxies », Proceedings of the 193rd Symposium of the International Astronomical Union, San Francisco, Astronomical Society of the Pacific,‎ 1999 (ISBN 9781583810040)